# 5th Ave Girl
5th Ave Girl is een Amerikaanse filmkomedie uit 1939 onder regie van Gregory La Cava.

## Verhaal
Mijnheer Borden is een miljonair, die genegeerd wordt door zijn gezin. Hij maakt kennis met Mary Grey, een werkloze vrouw vol levensvreugde. Ze gaan samen uit eten in een deftig restaurant. Borden besluit haar in dienst te nemen om hem op te beuren.

## Rolverdeling
| Acteur            | Personage        |
| ----------------- | ---------------- |
| Ginger Rogers     | Mary Grey        |
| Walter Connolly   | Mijnheer Borden  |
| Verree Teasdale   | Mevrouw Borden   |
| James Ellison     | Mike             |
| Tim Holt          | Tim Borden       |
| Kathryn Adams     | Katherine Borden |
| Franklin Pangborn | Higgins          |
| Ferike Boros      | Olga             |
| Louis Calhern     | Dokter Kessler   |
| Theodore von Eltz | Terwilliger      |
| Alexander D'aRCY  | Ober             |